# Бісмарк-штрасе (Берлін-Шарлоттенбург)
Бісмарк-штрасе (нім. Bismarckstraße, вулиця Бісмарка) — вулиця в Берліні, в районі Шарлоттенбург, між площами Ернст-Ройтер-плац та Софі-Шарлотте-плац, складова частина міської транспортної осі Схід — Захід, а також федеральних доріг B2 та B5. Названа на честь Отто фон Бісмарка.

## Історія

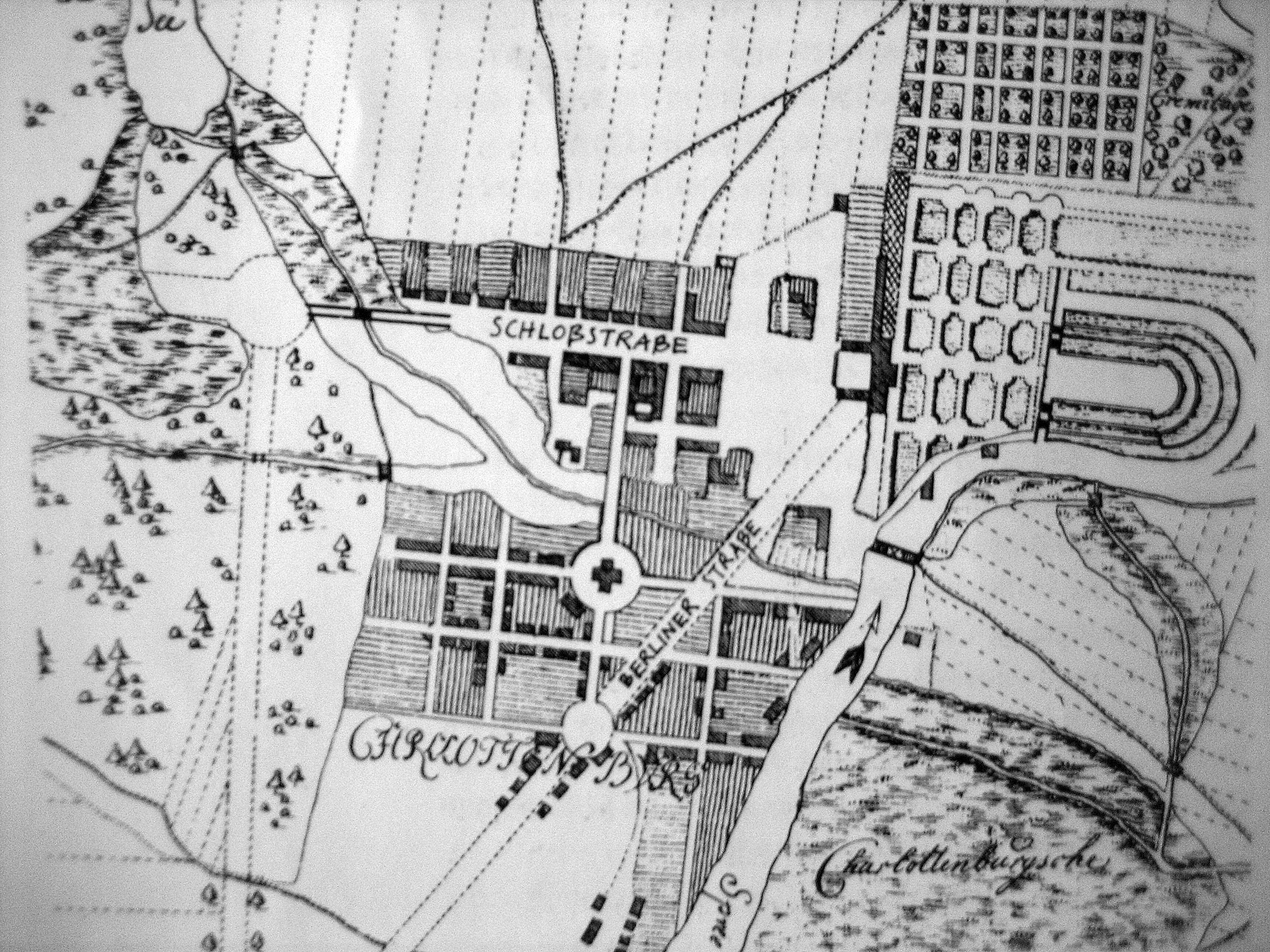
План міста Шарлоттенбург близько 1740 року. Млинний шлях позначено в лівій частині пунктирними лініями

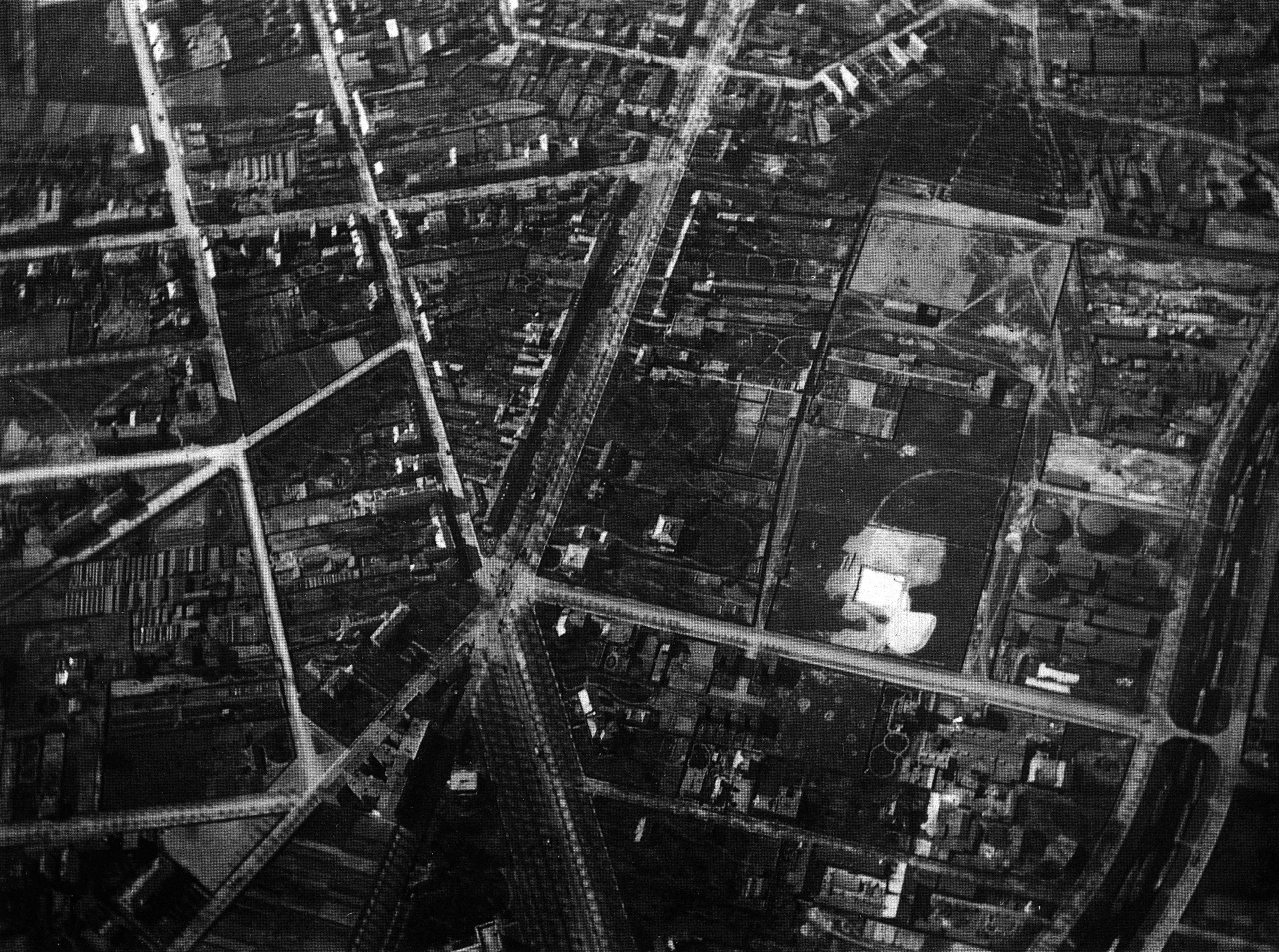
Аерозйомка 1895 року: нинішня вулиця 17 червня, йдучи з нижнього краю зображення, доходить до Ернст-Ройтер-Плац, а далі відхиляється праворуч (тепер це Отто-Зур-Аллеє). У верхній частині видно ще вузьку Бісмаркштрассе, яка продовжує цю вісь

Дорогу в цьому місці проклали вже у XVI сторіччі, одночасно з улаштуванням Великого Тіргартену. В XIX сторіччі вздовж неї було розташовано численні млини, через що дорога дістала назву Млинний шлях (нім. Mühlenweg). На схід вона продовжувалась Шарлоттенбурзьким шосе (нині вулиця 17 червня). На заході дорога оминала озеро Літцензеє з північного заходу і вела до переправи через Гафель біля пагорбів Піхельсбергу. Проте у XVIII сторіччі цим шляхом користувалися рідко, адже до Потсдама та Шпандау вели інші шляхи, краще облаштовані та зручніші.
Лише з початком епохи ґрюндерства Шарлоттенбург (тоді ще самостійне місто в Пруссії) почав рости на південь, на Млинному шляху з'явилися перші будинки, і він отримав назву Мюлен-штрасе (нім. Mühlenstraße, Млинна вулиця). Спочатку забудова велася у східній частині, від площі Кні (нині Ернст-Ройтер-плац) до Кайзер-Фрідріх-штрасе, а далі на захід тяглася болотяна місцевість із канавами Шварцер-Грабен та Літцензеє-грабен. У другій половині XIX ст. було проведено осушувальні роботи. Вулицю було продовжено на захід до Шлосс-штрасе. 11 березня 1867 року її було названо на честь Отто фон Бісмарка, який на той час обіймав посаду міністр-президента Пруссії.
З 1902 року почали зносити забудову південного боку Бісмарк-штрасе, оскільки її наявна ширина годилася лише для другорядної вулиці. Таким чином вона перетворилася на частину парадної магістралі на кшталт паризьких авеню, що простягнулася на десять кілометрів через усе місто. Ця послідовність абсолютно прямих вулиць (Шарлоттенбурзьке шосе, Бісмарк-штрасе, Кайзердамм, Геєр-штрасе) стала продовженням Унтер-ден-Лінден на захід. Тому від площі Теодор-Хойсс-плац відкривається вид на схід аж до Червоної ратуші.

## Сучасність
Під Бісмарк-штрасе проходить лінія U2 Берлінського метрополітену. На вулиці розташовано такі станції метро (із сходу на захід): Ернст-Ройтер-плац, Дойче Опер, Бісмарк-штрасе, Софі-Шарлотте-плац.
Вулиця відома передусім через те, що на ній розташовано будівлю Німецької опери, а також подіями 1967 року, коли під час студентської демонстрації відбулися сутички, внаслідок яких загинув студент Бенно Онезорґ.
Також на вулиці розташовані податкова інспекція Шарлоттенбургу та будівля колишнього театру імені Шиллера.